# Phare de Mãe Luíza
Le phare de Mãe Luíza (en portugais : Farol de Mãe Luíza) ou phare de Natal est un phare situé dans le quartier de Mãe Luíza de la ville de Natal, dans l'État du Rio Grande do Norte - (Brésil).
Ce phare est la propriété de la Marine brésilienne et il est géré par le Centro de Sinalização Náutica e Reparos Almirante Moraes Rego (CAMR) au sein de la Direction de l'Hydrographie et de la Navigation (DHN).

## Histoire
Dès 1858, un petit phare du nom de farolete dos Reis Magos a été mis en service dans le fort, construit en 1598, dans l'embouchure du rio Potengi. C'était une petite tour cylindrique équipée d'un appareil à lumière fixe catoptrique d'une portée de 14 km, ayant la fonction de signaler la barre de la rivière Potengí.
En 1872, il fut remplacé par une tourelle en poutrelles métalliques de 12 m de haut soutenant une lanterne. La tour était peinte en rouge et la lumière était un feu blanc fixe, émis d'un système dioptrique de 5e ordre, d'une portée de 18 km.
En raison de l'augmentation du trafic maritime depuis la création du port de Natal en 1922, un autre phare a été érigé sur une colline du quartier de Mãe Luiza (nom d'une sage-femme célèbre du début du XXe siècle). L'ancien phare fut désactivé.
La construction du phare actuel a été réalisée de 1949 à 1951. Ce phare, inauguré le 15 août 1951, est une tour cylindrique de 37 m de haut, avec double galerie et lanterne. La tour est toute blanche et un escalier intérieur de 151 marches mène au sommet. Il est équipé d'une lampe halogène 1.000W.
Le phare émet, à une hauteur focale de 87 m, cinq éclats blancs par période de 25 secondes. Sa portée maximale est d'environ 72 kilomètres.
Le phare est alimenté par le réseau électrique mais il possède un système auxiliaire de batteries. Le phare est visitable le dimanche après-midi.
Identifiant : ARLHS : BRA161 ; BR1176 - Admiralty : G0177 - NGA : 110-17856.

## Caractéristique dufeu maritime
- Fréquence sur 25 secondes :
  - Lumière : 1 seconde
  - Obscurité : 2 secondes

|          |
| Le phare |

### Lien connexe
- Liste des phares du Brésil